# Freiburger Fußball-Club 1897 1978-1979
Questa voce raccoglie le informazioni riguardanti il Freiburger Fußball-Club 1897 nelle competizioni ufficiali della stagione 1978-1979.

## Stagione
Nella stagione 1978-1979 il Freiburger, allenato da Norbert Wagner e Milovan Beljin, concluse il campionato di 2. Bundesliga al 13º posto. In Coppa di Germania il Freiburger fu eliminato al secondo turno dal Bocholt.

## Rosa
| N. |                     | Ruolo | Calciatore         |
| -- | ------------------- | ----- | ------------------ |
|    | Germania (bandiera) | P     | Karl Armbrust      |
|    | Germania (bandiera) | P     | Hubert Birkenmeier |
|    | Francia (bandiera)  | P     | Yves Bischoff      |
|    | Germania (bandiera) | P     | Wolfgang Dotzauer  |
|    | Germania (bandiera) | D     | Uli Bruder         |
|    | Germania (bandiera) | D     | Dieter Hug         |
|    | Grecia (bandiera)   | D     | Peter Karvouniaris |
|    | Germania (bandiera) | D     | Thomas Schneider   |
|    | Germania (bandiera) | D     | Heinrich Schnitzer |
|    | Germania (bandiera) | D     | Dieter Steinwarz   |
|    | Germania (bandiera) | C     | Karl-Heinz Bente   |
|    | Germania (bandiera) | C     | Andreas Braun      |

| N. |                     | Ruolo | Calciatore          |
| -- | ------------------- | ----- | ------------------- |
|    | Germania (bandiera) | C     | Heinz-Dieter Derigs |
|    | Austria (bandiera)  | C     | Buffy Ettmayer      |
|    | Germania (bandiera) | C     | Ulli Löffler        |
|    | Germania (bandiera) | C     | Alfred Metzler      |
|    | Germania (bandiera) | C     | Karl-Heinz Mießmer  |
|    | Germania (bandiera) | C     | Karl-Heinz Schulz   |
|    | Germania (bandiera) | C     | Bernd Stobeck       |
|    | Germania (bandiera) | C     | Bernd Vogtmann      |
|    | Germania (bandiera) | A     | Karl-Heinz Bührer   |
|    | Germania (bandiera) | A     | Jürgen Marek        |
|    | Germania (bandiera) | A     | Hans-Peter Widmann  |

## Organigramma societario
Area tecnica
- Allenatore: Milovan Beljin
- Allenatore in seconda: Hans Linsenmaier
- Preparatore dei portieri:
- Preparatori atletici:

## Calciomercato

### Sessione estiva
| Acquisti | Acquisti       | Acquisti | Acquisti |
| R.       | Nome           | da       | Modalità |
| -------- | -------------- | -------- | -------- |
| C        | Buffy Ettmayer | Lugano   |          |

| Cessioni | Cessioni       | Cessioni | Cessioni |
| R.       | Nome           | a        | Modalità |
| -------- | -------------- | -------- | -------- |
| D        | Fritz Treuheit | Friburgo |          |

### Sessione invernale
| Acquisti | Acquisti | Acquisti | Acquisti |
| R.       | Nome     | da       | Modalità |
| -------- | -------- | -------- | -------- |

| Cessioni | Cessioni | Cessioni | Cessioni |
| R.       | Nome     | a        | Modalità |
| -------- | -------- | -------- | -------- |

## Risultati

### 2. Bundesliga

#### Girone di andata
| Arbitro: | Bodmer |

|                             |           |             |
| Krauth 5’ Struth 43’ (rig.) | Marcatori | 50’ Widmann |

| Arbitro: | Michel |

|                                                            |           |             |
| Hug 30’ Derigs 38’ Widmann 43’ Karvouniaris 77’ Bührer 90’ | Marcatori | 74’ Dymalla |

| Arbitro: | Gschwender |

|                                                        |           |  |
| Weiler 20’ Rübenach 70’ (rig.) Killmaier 73’ Klein 76’ | Marcatori |  |

| Arbitro: | Niebergall |

|                       |           |  |
| Schulz 28’ Bührer 45’ | Marcatori |  |

| Arbitro: | Walz |

|                                        |           |  |
| Gerber 1’ (rig.), 31’, 67’ Stering 40’ | Marcatori |  |

| Arbitro: | Schumann |

|                                              |           |                      |
| Metzler 52’ Bente 53’ (rig.), 55’ Bührer 84’ | Marcatori | 47’ (aut.) Steinwarz |

| Arbitro: | Engel |

|                         |           |  |
| Bruckhoff 5’ Groppe 88’ | Marcatori |  |

| Arbitro: | Föckler |

|                                  |           |              |
| Schulz 8’ Bruder 53’ Metzler 79’ | Marcatori | 18’ Đorđević |

| Arbitro: | Ross |

|                                |           |                                    |
| Allgöwer 33’, 36’ Hoffmann 83’ | Marcatori | 49’ Mießmer 69’ Metzler 89’ Bührer |

| Arbitro: | Aldinger |

|                                   |           |  |
| Derigs 59’ Bruder 61’ Metzler 67’ | Marcatori |  |

| Arbitro: | Brückner |

|                       |           |            |
| Seubert 19’, 66’, 85’ | Marcatori | 20’ Bührer |

| Arbitro: | Gaus |

|                                 |           |                                   |
| Marek 46’ Bührer 55’ Derigs 85’ | Marcatori | 11’ Lasch 53’ (aut.) Karvouniaris |

| Arbitro: | Fleischer |

|  |           |           |
|  | Marcatori | 45’ Marek |

| Arbitro: | Frickel |

|                |           |                              |
| Bente 59’, 73’ | Marcatori | 4’, 65’ Pankotsch 19’ Lausen |

| Arbitro: | Linn |

|                      |           |  |
| Schmidt 41’ Heck 72’ | Marcatori |  |

| Arbitro: | Treib |

|                        |           |              |
| Metzler 50’ Bührer 65’ | Marcatori | 88’ Sommerer |

| Arbitro: | Dellwing |

|                      |           |                                               |
| Böhni 27’ Nickel 87’ | Marcatori | 37’ Derigs 57’ Metzler 67’ Bührer 90’ Stobeck |

| Arbitro: | Dahler |

|                       |           |          |
| Derigs 66’ Bührer 86’ | Marcatori | 40’ Jörg |

| Arbitro: | Huster |

|                        |           |  |
| Sandhowe 81’ Kastl 90’ | Marcatori |  |

#### Girone di ritorno
| Arbitro: | Schumann |

|            |           |                                 |
| Bührer 34’ | Marcatori | 59’ Krauth 72’ Trenkel 83’ Bold |

| Arbitro: | Engel |

|                    |           |  |
| Schleiter 20’, 26’ | Marcatori |  |

| Arbitro: | Klauser |

|                         |           |           |
| Widmann 55’ Metzler 67’ | Marcatori | 61’ Pfaff |

| Arbitro: | Dreher |

|                                       |           |                             |
| Henkes 22’ Eichhorn 51’ Schindler 78’ | Marcatori | 23’ Bührer 89’ (rig.) Bente |

| Arbitro: | Linn |

|             |           |                          |
| Widmann 56’ | Marcatori | 48’ Metzler 85’ Hofeditz |

| Arbitro: | Clajus |

|                                                                              |           |          |
| Anspann 15’, 73’ Krostina 26’ (rig.) Weißberger 54’, 77’, 80’ Mamajewski 81’ | Marcatori | 9’ Marek |

| Friburgo in Brisgovia 10 marzo 1979 26ª giornata | Freiburger | 0 – 0 referto | FV Würzburg 04 | Möslestadion (2 000 spett.)\| Arbitro: \| Kinzinger \| |
| Arbitro:                                         | Kinzinger  |               |                |                                                        |

| Arbitro: | Gschwender |

|                        |           |             |
| Histing 35’ Zimmer 51’ | Marcatori | 85’ Widmann |

| Arbitro: | Kuhn |

|                                         |           |              |
| Vogtmann 37’ (rig.) Hug 57’ Widmann 67’ | Marcatori | 44’ Allgöwer |

| Arbitro: | Frickel |

|               |           |  |
| Dörflinger 8’ | Marcatori |  |

| Friburgo in Brisgovia 8 aprile 1979 30ª giornata | Freiburger | 0 – 0 referto | Wormatia Worms | Möslestadion (2 000 spett.)\| Arbitro: \| Dellwing \| |
| Arbitro:                                         | Dellwing   |               |                |                                                       |

| Arbitro: | Fleischer |

|  |           |           |
|  | Marcatori | 32’ Marek |

| Arbitro: | Kühne |

|                           |           |              |
| Bührer 44’, 62’ Marek 82’ | Marcatori | 70’ Schonert |

| Arbitro: | Röder |

|                                         |           |           |
| Kirschner 53’ (rig.), 63’ Pankotsch 70’ | Marcatori | 56’ Marek |

| Arbitro: | Michel |

|  |           |                                    |
|  | Marcatori | 46’ Denz 57’, 89’ Künkel 75’ Unger |

| Arbitro: | Wohlfarth |

|                             |           |            |
| Breuer 14’, 80’ Größler 60’ | Marcatori | 86’ Bührer |

| Arbitro: | Klauser |

|  |           |          |
|  | Marcatori | 79’ Harm |

| Arbitro: | Vielsack |

|                                                       |           |                     |
| Klein 11’ Förschner 40’ Schnürer 64’, 75’ Beichle 87’ | Marcatori | 47’ Bente 79’ Marek |

| Arbitro: | Quindeau |

|                                      |           |                       |
| Marek 64’ (rig.), 84’ (rig.) Hug 75’ | Marcatori | 84’ Ganz 85’ Dickkopf |

### Coppa di Germania
| Arbitro: | Ulm |

|                                                 |           |                |
| Bruder 5’, 55’ Widmann 35’, 82’, 85’ Bührer 78’ | Marcatori | 54’ Podkalicki |

| Arbitro: | Walz |

|                              |           |                                     |
| Bente 19’ (rig.), 58’ (rig.) | Marcatori | 51’ (rig.) Schmeinck 87’ Roeloffzen |

| Arbitro: | Möller |

|                             |           |                     |
| Müller 52’, 106’ Franke 65’ | Marcatori | 29’ Mießmer 89’ Hug |

## Statistiche

### Statistiche di squadra
| Competizione      | Punti | In casa | In casa | In casa | In casa | In casa | In casa | In trasferta | In trasferta | In trasferta | In trasferta | In trasferta | In trasferta | Totale | Totale | Totale | Totale | Totale | Totale | DR  |
| Competizione      | Punti | G       | V       | N       | P       | Gf      | Gs      | G            | V            | N            | P            | Gf           | Gs           | G      | V      | N      | P      | Gf     | Gs     | DR  |
| ----------------- | ----- | ------- | ------- | ------- | ------- | ------- | ------- | ------------ | ------------ | ------------ | ------------ | ------------ | ------------ | ------ | ------ | ------ | ------ | ------ | ------ | --- |
| 2. Bundesliga     | 33    | 19      | 12      | 2       | 5       | 39      | 25      | 19           | 3            | 1            | 15           | 19           | 50           | 38     | 15     | 3      | 20     | 58     | 75     | -17 |
| Coppa di Germania | -     | 2       | 1       | 1       | 0       | 8       | 3       | 1            | 0            | 0            | 1            | 2            | 3            | 3      | 1      | 1      | 1      | 10     | 6      | +4  |
| Totale            | 33    | 21      | 13      | 3       | 5       | 47      | 28      | 20           | 3            | 1            | 16           | 21           | 53           | 41     | 16     | 4      | 21     | 68     | 81     | -13 |

### Andamento in campionato
| Giornata  | 1  | 2 | 3  | 4 | 5  | 6 | 7  | 8  | 9  | 10 | 11 | 12 | 13 | 14 | 15 | 16 | 17 | 18 | 19 | 20 | 21 | 22 | 23 | 24 | 25 | 26 | 27 | 28 | 29 | 30 | 31 | 32 | 33 | 34 | 35 | 36 | 37 | 38 |
| --------- | -- | - | -- | - | -- | - | -- | -- | -- | -- | -- | -- | -- | -- | -- | -- | -- | -- | -- | -- | -- | -- | -- | -- | -- | -- | -- | -- | -- | -- | -- | -- | -- | -- | -- | -- | -- | -- |
| Luogo     | T  | C | T  | C | T  | C | T  | C  | T  | C  | T  | C  | T  | C  | T  | C  | T  | C  | T  | C  | T  | C  | T  | C  | T  | C  | T  | C  | T  | C  | T  | C  | T  | C  | T  | C  | T  | C  |
| Risultato | P  | V | P  | V | P  | V | P  | V  | N  | V  | P  | V  | V  | P  | P  | V  | V  | V  | P  | P  | P  | V  | P  | P  | P  | N  | P  | V  | P  | N  | V  | V  | P  | P  | P  | P  | P  | V  |
| Posizione | 14 | 7 | 15 | 9 | 14 | 9 | 12 | 11 | 11 | 9  | 10 | 9  | 8  | 9  | 10 | 9  | 8  | 8  | 9  | 9  | 10 | 9  | 10 | 11 | 12 | 12 | 13 | 11 | 12 | 11 | 10 | 10 | 10 | 11 | 11 | 12 | 15 | 13 |

Legenda:

Luogo: C = Casa; T = Trasferta. Risultato: V = Vittoria; N = Pareggio; P = Sconfitta.

### Statistiche dei giocatori
| Giocatore       | 2. Bundesliga | 2. Bundesliga | 2. Bundesliga | 2. Bundesliga | Coppa di Germania | Coppa di Germania | Coppa di Germania | Coppa di Germania | Totale   | Totale | Totale      | Totale     |
| Giocatore       | Presenze      | Reti          | Ammonizioni   | Espulsioni    | Presenze          | Reti              | Ammonizioni       | Espulsioni        | Presenze | Reti   | Ammonizioni | Espulsioni |
| --------------- | ------------- | ------------- | ------------- | ------------- | ----------------- | ----------------- | ----------------- | ----------------- | -------- | ------ | ----------- | ---------- |
| K. Armbrust     | 0             | 0             | 0             | 0             | 0                 | 0                 | 0                 | 0                 | 0        | 0      | 0           | 0          |
| K. Bente        | 36            | 6             | 11            | 0             | 3                 | 2                 | 1                 | 0                 | 39       | 8      | 12          | 0          |
| H. Birkenmeier  | 38            | 0             | 1             | 0             | 3                 | 0                 | 0                 | 0                 | 41       | 0      | 1           | 0          |
| Y. Bischoff     | 0             | 0             | 0             | 0             | 0                 | 0                 | 0                 | 0                 | 0        | 0      | 0           | 0          |
| A. Braun        | 4             | 0             | 0             | 0             | 0                 | 0                 | 0                 | 0                 | 4        | 0      | 0           | 0          |
| U. Bruder       | 28            | 2             | 6             | 0             | 3                 | 2                 | 0                 | 0                 | 31       | 4      | 6           | 0          |
| K. Bührer       | 36            | 14            | 3             | 0             | 1                 | 1                 | 0                 | 0                 | 37       | 15     | 3           | 0          |
| H. Derigs       | 25            | 5             | 2             | 0             | 3                 | 0                 | 1                 | 0                 | 28       | 5      | 3           | 0          |
| W. Dotzauer     | 0             | 0             | 0             | 0             | 0                 | 0                 | 0                 | 0                 | 0        | 0      | 0           | 0          |
| B. Ettmayer     | 5             | 0             | 0             | 0             | 2                 | 0                 | 0                 | 0                 | 7        | 0      | 0           | 0          |
| D. Hug          | 29            | 3             | 4             | 0             | 3                 | 1                 | 0                 | 0                 | 32       | 4      | 4           | 0          |
| P. Karvouniaris | 30            | 1             | 3             | 0             | 3                 | 0                 | 0                 | 0                 | 33       | 1      | 3           | 0          |
| U. Löffler      | 11            | 0             | 2             | 0             | 1                 | 0                 | 0                 | 0                 | 12       | 0      | 2           | 0          |
| J. Marek        | 26            | 9             | 1             | 0             | 0                 | 0                 | 0                 | 0                 | 26       | 9      | 1           | 0          |
| A. Metzler      | 34            | 7             | 4             | 2             | 3                 | 0                 | 1                 | 0                 | 37       | 7      | 5           | 2          |
| K. Mießmer      | 32            | 1             | 9             | 0             | 2                 | 1                 | 1                 | 0                 | 34       | 2      | 10          | 0          |
| T. Schneider    | 1             | 0             | 1             | 0             | 0                 | 0                 | 0                 | 0                 | 1        | 0      | 1           | 0          |
| H. Schnitzer    | 13            | 0             | 2             | 0             | 1                 | 0                 | 0                 | 0                 | 14       | 0      | 2           | 0          |
| K. Schulz       | 36            | 2             | 10            | 0             | 2                 | 0                 | 0                 | 0                 | 38       | 2      | 10          | 0          |
| D. Steinwarz    | 24            | 0             | 4             | 1             | 2                 | 0                 | 0                 | 0                 | 26       | 0      | 4           | 1          |
| B. Stobeck      | 22            | 1             | 3             | 0             | 2                 | 0                 | 0                 | 0                 | 24       | 1      | 3           | 0          |
| B. Vogtmann     | 23            | 1             | 0             | 0             | 3                 | 0                 | 1                 | 0                 | 26       | 1      | 1           | 0          |
| H. Widmann      | 24            | 6             | 2             | 1             | 2                 | 3                 | 1                 | 0                 | 26       | 9      | 3           | 1          |